# Mataparent
Els mataparents són bolets amb esponja, carnosos, que no són ceps, ni mollerics, ni mollerons. Un bon nombre de mataparents poden blavejar més o menys intensament al frec o al tall, tant a la superfície com a la carn; aquesta característica no es troba en la resta de grups propers. En general, els mataparents són bolets grossos, de pell o cutícula no separable, d’esponja flonja i separable, cama llisa, sense aspres, a tot estirar puntejada, reticulada o costellada, i de carn cremosa o groguenca que sovint blaveja al tall o al frec. La gran majoria són bolets micorrízics, tot i que hi ha exemples de saprofítics.

## Grups de mataparents
Es diferencien tres grans grups de mataparents 

### Mataparents d'esponja roja

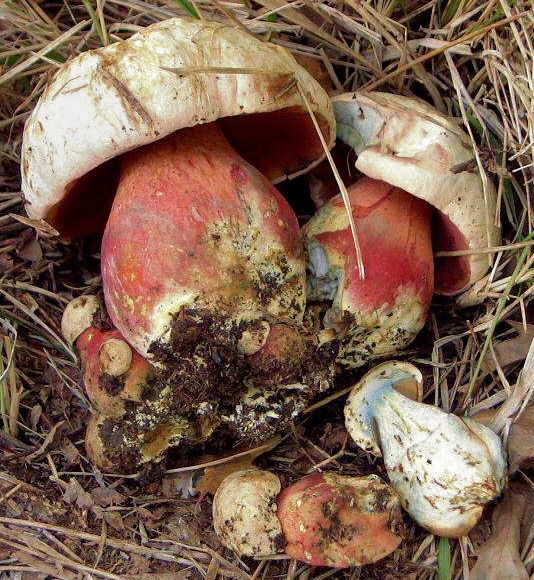
Mataparent de Satanàs (Rubroboletus satanas)

Els mataparents d'esponja roja són mataparents grossos, massissos, amb esponja de color vermell a taronja, més groga cap al marge. Tradicionalment aquest grup de mataparents s’ha anomenat matagent.

### Mataparents de porus fins(mataparents butiroides)
Mataparents de barret típicament sec, sovint de color bru a vermellós. Els porus són fins i rodons, i poden tacar-se de blau en prémer-los; els butiroides típics tenen l’esponja groga, però el grup també inclou bolets propers amb porus roses, brunencs o lleugerament vermellosos en la maduresa. Són bolets de carn que blaveja o no en secció, però gairebé sempre són de blavejar lentament i suau (és intens en Imperator torosus, Gyroporus cyanescens i G. lacteus). S'adopta el neologisme «butiroides» pel fet que la majoria de mataparents d’aquest grup presenten els porus, la cama i la carn de color groc mantega (en anglès, "butter boletes").

### Mataparents de porus amples(mataparents xerocomoides)
Mataparents de mitjans a petits, d’esponja amb porus de color variat, des del groc daurat (Xerocomus subtomentosus) al brunenc (Porphyrellus porphyrosporus). Són bolets de fisiologia variada: hi ha formes terrestres però també lignícoles, la majoria micorríziques però també saprofítiques i algunes de paràsites.